# ریفلاکس (تقطیر)

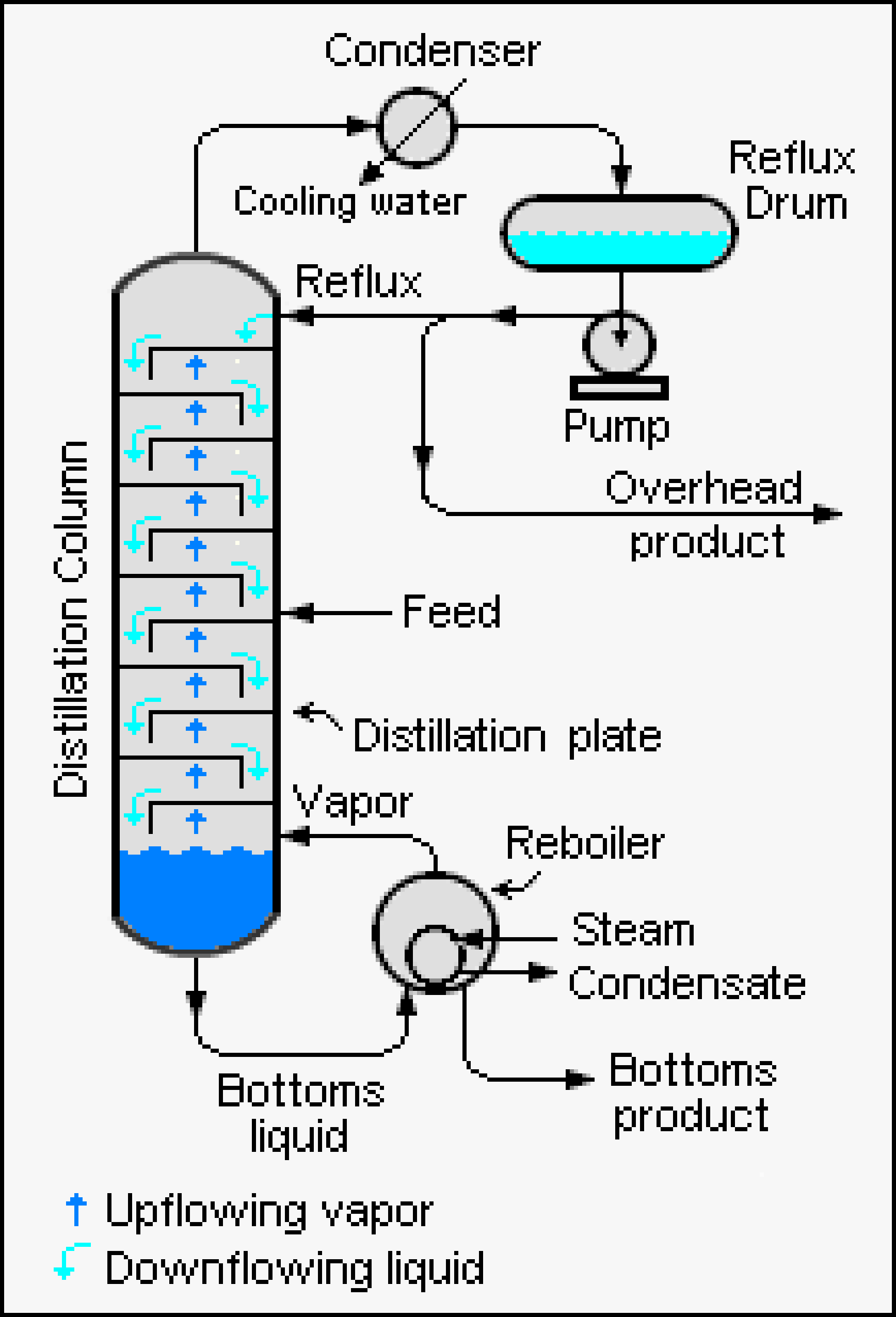
نمونه ای از یک واحد تقطیر صنعتی که قسمت ریفلاکس در آن نشان داده شده‌است.

ریفلاکس (به انگلیسی: Reflux) روشی در تقطیر صنعتی و آزمایشگاهی است که طی آن بخارات خروجی از انتهای برج تقطیر پس از سرد شدن در مبرد، مجدداً به برج تقطیر بازگردانده می‌شود. همچنین از این روش در شیمی برای تأمین انرژی واکنش‌ها در دوره زمانی طولانی استفاده می‌شود.

## نگارخانه

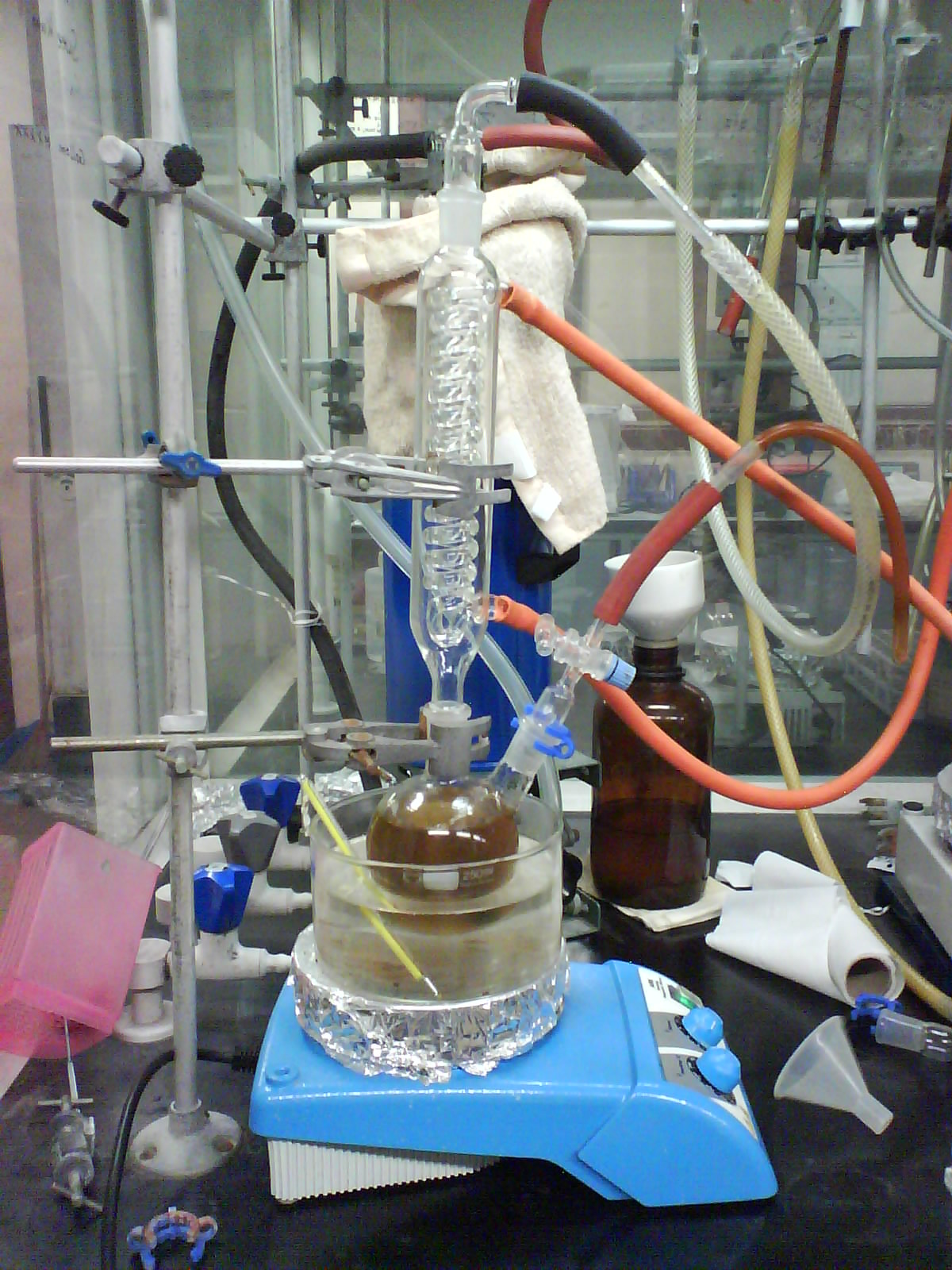
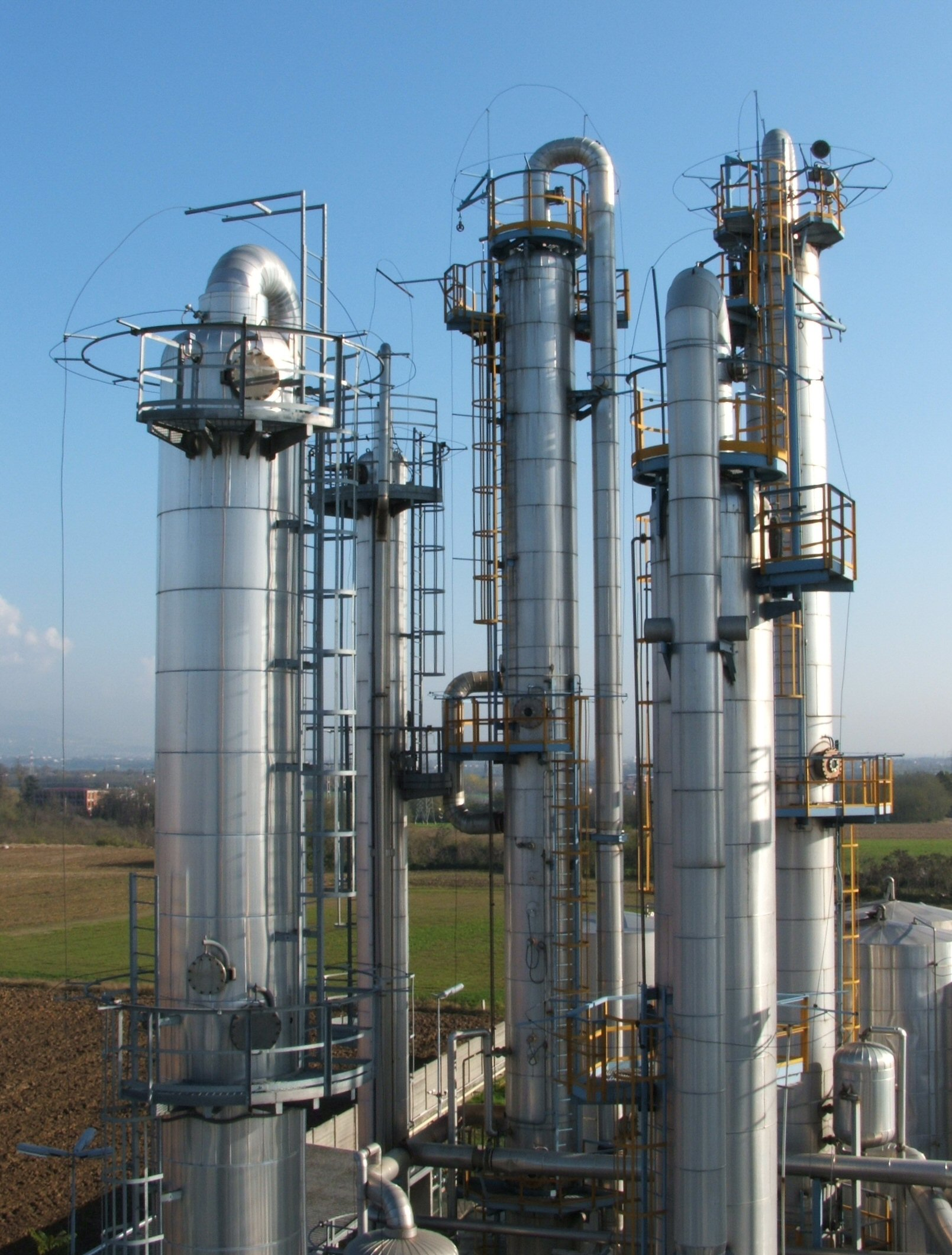